# 高橋製作所
高橋製作所（たかはしせいさくしょ）は、東京都板橋区の天文機材の専門メーカーである。最近のブランド名は、カタカナで「タカハシ」と記載されることが多い。

## 会社概要
- 1932年（昭和7年）7月 - 高橋喜太郎によって高橋鋳物工場が創立され、可鍛鋳鉄や銑鉄の製造業を開業した[2][3]。
- 1941年（昭和16年）4月 - 軍需関係の鋳物製造に着手した[2]。
- 1946年（昭和21年）2月 - 軽合金鋳造に精力を傾注するとともに光学部品の製造を始めた[2]。
- 1951年（昭和26年）12月 - 資本金50万円で有限会社高橋製作所設立、代表取締役は高橋喜太郎[2]。
- 1958年（昭和33年）1月 - 株式会社高橋製作所に改組、高橋喜太郎は高齢のため引退し代表取締役は高橋喜一郎が就任した[2]。
- 1960年（昭和35年）3月 - 天文機器の製造を開始した[2][3]。
- 1967年（昭和42年）5月 - 天体望遠鏡が生産の主力となった[2]。
- 1972年（昭和47年）5月 - 資本金を200万円に増資した[2]。
- 1973年（昭和48年）4月 - 資本金を800万円に増資した[2]。
- 1974年（昭和49年）7月 - 資本金を1600万円に増資した[2]。
- 1976年（昭和51年）2月 - モータードライブを発売した[2]。
- 1978年（昭和53年）5月 - 名古屋営業所（現・スターベース名古屋）を設置した[2]。
- 1981年（昭和56年）
  - 3月 - 埼玉県大里郡寄居町に工場用地を取得した[2]。
  - 9月 - 寄居工場が完成した[2]。
- 2002年（平成14年）7月27日 - 高橋喜一郎が亡くなり、高橋栄四郎が後を継いだ。
- 2014年（平成26年）12月22日 - 高橋栄四郎が亡くなり[4]、高橋登喜男が後を継いだ。

## 望遠鏡
高橋喜一郎の時代に天文機器の製造をはじめている。1977年世界ではじめて螢石（フローライト）レンズを望遠鏡に採用し、また東京都産業労働局は、モータードライブ、極軸望遠鏡等をいち早く採用した、と評している。個人向けの天体望遠鏡や赤道儀式架台以外にも、天文台用の大型赤道儀や大型望遠鏡の製造もしている。東京都産業労働局では、天文マニア向け天体望遠鏡では日本でのシェアを6割から7割程度と報じている。

## 双眼鏡
かつては「アストロノーマー」ブランドでいくつかの双眼鏡を販売していた。

## 受賞
- 板橋製品技術大賞 最優秀賞 - 天体撮影用望遠鏡「CCA-250」にて[5]